# Юровка (Смолевичский район)
Юровка (бел. Юраўка) — деревня в Смолевичском районе Минской области Беларуси. Входит в Курганский сельсовет.

## География
Деревня находится на расстоянии в 27 километрах к юго-востоку от Смолевичей, административного центра Смолевичского района, и одноимённой железнодорожной станции на линии «Минск—Орша», в 60 километрах от Минска. Абсолютная высота — 192 метров над уровнем моря.

## История
Деревня известна с начала XX века как хутор в Верхменской волости Игуменского уезда Минской губернии.
С 20 августа 1924 года в составе Кленниковского сельсовета Смолевичского района Минского округа. С 20 февраля 1938 года в составе Минской области.
В годы Великой Отечественной войны один житель хутора погиб на фронте.
В 1959 году Юровка была преобразована в деревню.
С 25 декабря 1962 года в Минском районе, с 6 января 1965 года в Смолевичском районе.
В 1988 году действовал совхоз имени П. И. Куприянова.

## Население
| Численность населения по годам | Численность населения по годам | Численность населения по годам | Численность населения по годам | Численность населения по годам | Численность населения по годам |
| 1921                           | 1924                           | 1926                           | 1959                           | 1988                           | 2013                           |
| ------------------------------ | ------------------------------ | ------------------------------ | ------------------------------ | ------------------------------ | ------------------------------ |
| 7                              | ↗12                            | ↘5                             | ↗93                            | ↘10                            | ↘2                             |

По состоянию на 2013 год в деревне проживает 2 человека.